# بيتر هيرد
بيتر هيرد (بالإنجليزية: Peter Hurd)‏ هو رسام أمريكي، ولد في 22 فبراير 1904 في روزويل في الولايات المتحدة، وتوفي بنفس المكان في 9 يوليو 1984.

## وصلات خارجية
- بيتر هيرد على موقع الموسوعة البريطانية (الإنجليزية)